# S'intitola così
S'intitola così è il secondo album della cantante italiana Laura Bono, pubblicato in Finlandia il 10 settembre 2008.
Contiene il singolo Splendido incubo del 2007 ed 11 brani inediti di genere pop rock all'italiana con qualche effetto elettronico.

## Tracce
1. All'infinito (L. Bono / L. Bono, M. Natale)
2. Il mare dei tuoi occhi (L. Bono / L. Bono, M. Natale)
3. S'intitola così (L. Bono / L. Bono, M. Natale)
4. Guardo in faccia la realtà (L. Bono / P. Cassano)
5. Che gusto amaro (L. Bono / L. Bono, M. Natale)
6. Ti lascio (L. Bono / L. Bono, M. Natale)
7. Tutto va così (L. Bono / P. Cassano)
8. Non so più niente di te (L. Bono / L. Bono, M. Natale)
9. Eeeh eeeh (L. Bono / L. Bono, M. Natale)
10. La pecora nera (L. Bono / L. Bono, M. Natale)
11. Ancora e ancora (L. Bono / L. Bono, M. Natale)
12. Splendido incubo (L. Bono / L. Bono, P. Cassano, M. Natale)